# Miktoniscus morganensis
Miktoniscus morganensis là một loài chân đều trong họ Trichoniscidae. Loài này được Schultz miêu tả khoa học năm 1976.